# Primi ministri della Repubblica Democratica del Congo
I primi ministri della Repubblica Democratica del Congo dal 1960 (data di indipendenza dal Belgio) ad oggi sono i seguenti.

## Lista
| Primo ministro                                          | Primo ministro | Primo ministro                                                                   | Partito                                                 | Elezione | Mandato           | Mandato           |
| Primo ministro                                          | Primo ministro | Primo ministro                                                                   | Partito                                                 | Elezione | Inizio            | Fine              |
| ------------------------------------------------------- | -------------- | -------------------------------------------------------------------------------- | ------------------------------------------------------- | -------- | ----------------- | ----------------- |
|                                                         |                | Patrice Lumumba                                                                  | Movimento Nazionale Congolese (fazione Lumumba)         | 1960     | 24 giugno 1960    | 5 settembre 1960  |
|                                                         |                | Joseph Iléo                                                                      | Movimento Nazionale Congolese (fazione Kalonji)         |          | 5 settembre 1960  | 20 settembre 1960 |
|                                                         |                | Albert Ndele                                                                     | Indipendente                                            |          | 20 settembre 1960 | 3 ottobre 1960    |
|                                                         |                | Justin Marie Bomboko                                                             | Indipendente                                            |          | 4 ottobre 1960    | 9 febbraio 1961   |
|                                                         |                | Antoine Gizenga in disputa come primo ministro della Repubblica libera del Congo | Parti Solidaire Africain                                |          | 13 dicembre 1960  | 5 agosto 1961     |
|                                                         |                | Joseph Iléo                                                                      | Movimento Nazionale Congolese (fazione Kalonji)         |          | 9 febbraio 1961   | 2 agosto 1961     |
|                                                         |                | Cyrille Adoula                                                                   | Movimento Nazionale Congolese                           |          | 2 agosto 1961     | 30 giugno 1964    |
|                                                         |                | Moise Tshombe                                                                    | Confederazione delle Associazioni Tribali del Katanga   |          | 10 luglio 1964    | 13 ottobre 1965   |
|                                                         |                | Évariste Kimba                                                                   | Confederazione delle Associazioni Tribali del Katanga   |          | 18 ottobre 1965   | 14 novembre 1965  |
|                                                         |                | Léonard Mulamba                                                                  | Militare                                                |          | 25 novembre 1965  | 26 ottobre 1966   |
| Carica abolita (dal 26 ottobre 1966 al 6 luglio 1977)   |                |                                                                                  |                                                         |          |                   |                   |
|                                                         |                | Mpinga Kasenda                                                                   | Movimento Popolare della Rivoluzione                    |          | 6 luglio 1977     | 6 marzo 1979      |
|                                                         |                | André Bo-Boliko Lokonga                                                          | Movimento Popolare della Rivoluzione                    |          | 6 marzo 1979      | 27 agosto 1980    |
|                                                         |                | Jean Nguza Karl-i-Bond                                                           | Movimento Popolare della Rivoluzione                    |          | 27 agosto 1980    | 23 aprile 1981    |
|                                                         |                | N'singa Udjuu Ongwabeki Untubu                                                   | Movimento Popolare della Rivoluzione                    |          | 23 aprile 1981    | 5 novembre 1982   |
|                                                         |                | Kengo Wa Dondo                                                                   | Movimento Popolare della Rivoluzione                    |          | 5 novembre 1982   | 31 ottobre 1986   |
| Carica vacante (dal 31 ottobre 1986 al 22 gennaio 1987) |                |                                                                                  |                                                         |          |                   |                   |
|                                                         |                | Mabi Mulumba                                                                     | Movimento Popolare della Rivoluzione                    |          | 22 gennaio 1987   | 7 marzo 1988      |
|                                                         |                | Sambwa Pida Nbagui                                                               | Movimento Popolare della Rivoluzione                    |          | 7 marzo 1988      | 26 novembre 1988  |
|                                                         |                | Kengo Wa Dondo                                                                   | Movimento Popolare della Rivoluzione                    |          | 26 novembre 1988  | 4 maggio 1990     |
|                                                         |                | Lunda Bululu                                                                     | Movimento Popolare della Rivoluzione                    |          | 4 maggio 1990     | 1º aprile 1991    |
|                                                         |                | Mulumba Lukoji                                                                   | Movimento Popolare della Rivoluzione                    |          | 1º aprile 1991    | 29 settembre 1991 |
|                                                         |                | Étienne Tshisekedi                                                               | Unione per la Democrazia e il Progresso Sociale         |          | 29 settembre 1991 | 1º novembre 1991  |
|                                                         |                | Bernardin Mungul Diaka                                                           | Raggruppamento Democratico per la Repubblica            |          | 1º novembre 1991  | 25 novembre 1991  |
|                                                         |                | Jean Nguza Karl-i-Bond                                                           | Unione dei Federalisti e dei Repubblicani Indipendenti  |          | 25 novembre 1991  | 15 agosto 1992    |
|                                                         |                | Étienne Tshisekedi                                                               | Unione per la Democrazia e il Progresso Sociale         |          | 15 agosto 1992    | 18 marzo 1993     |
|                                                         |                | Faustin Birindwa                                                                 | Unione per la Democrazia e il Progresso Sociale         |          | 18 marzo 1993     | 14 gennaio 1994   |
|                                                         |                | Kengo Wa Dondo                                                                   | Unione dei Democratici Indipendenti                     |          | 6 luglio 1994     | 2 aprile 1997     |
|                                                         |                | Étienne Tshisekedi                                                               | Unione per la Democrazia e il Progresso Sociale         |          | 2 aprile 1997     | 9 aprile 1997     |
|                                                         |                | Likulia Bolongo                                                                  | Militare                                                |          | 9 aprile 1997     | 16 maggio 1997    |
| Carica abolita (dal 16 maggio 1997 al 30 dicembre 2006) |                |                                                                                  |                                                         |          |                   |                   |
|                                                         |                | Antoine Gizenga                                                                  | Partito Lumumbista Unificato                            | 2006     | 30 dicembre 2006  | 10 ottobre 2008   |
|                                                         |                | Adolphe Muzito                                                                   | Partito Lumumbista Unificato                            | 2011     | 10 ottobre 2008   | 6 marzo 2012      |
|                                                         |                | Louis Alphonse Koyagialo (ad interim)                                            | Partito Lumumbista Unificato                            |          | 6 marzo 2012      | 18 aprile 2012    |
|                                                         |                | Augustin Matata Ponyo                                                            | Partito del Popolo per la Ricostruzione e la Democrazia |          | 18 aprile 2012    | 17 novembre 2016  |
|                                                         |                | Samy Badibanga                                                                   | Unione per la Democrazia e il Progresso Sociale         |          | 17 novembre 2016  | 18 maggio 2017    |
|                                                         |                | Bruno Tshibala                                                                   | Unione per la Democrazia e il Progresso Sociale         |          | 18 maggio 2017    | 7 settembre 2019  |
|                                                         |                | Sylvestre Ilunga                                                                 | Partito del Popolo per la Ricostruzione e la Democrazia |          | 7 settembre 2019  | 26 aprile 2021    |
|                                                         |                | Jean-Michel Sama Lukonde                                                         | Partito del Popolo per la Ricostruzione e la Democrazia |          | 26 aprile 2021    | 12 giugno 2024    |
|                                                         |                | Judith Suminwa                                                                   | Unione per la Democrazia e il Progresso Sociale         |          | 12 giugno 2024    | in carica         |